# Хикикомори
Хикикомори (яп. 引きこもり, букв. «нахождение в уединении»; альтернативное написание: 引き籠もり, 引き篭もり, 引き籠り), или, в просторечии, хикки — японский термин, обозначающий людей, отказывающихся от социальной жизни и зачастую стремящихся к крайней степени социальной изоляции и уединения вследствие разных личных и социальных факторов. Такие люди часто не имеют работы и живут на иждивении родственников.

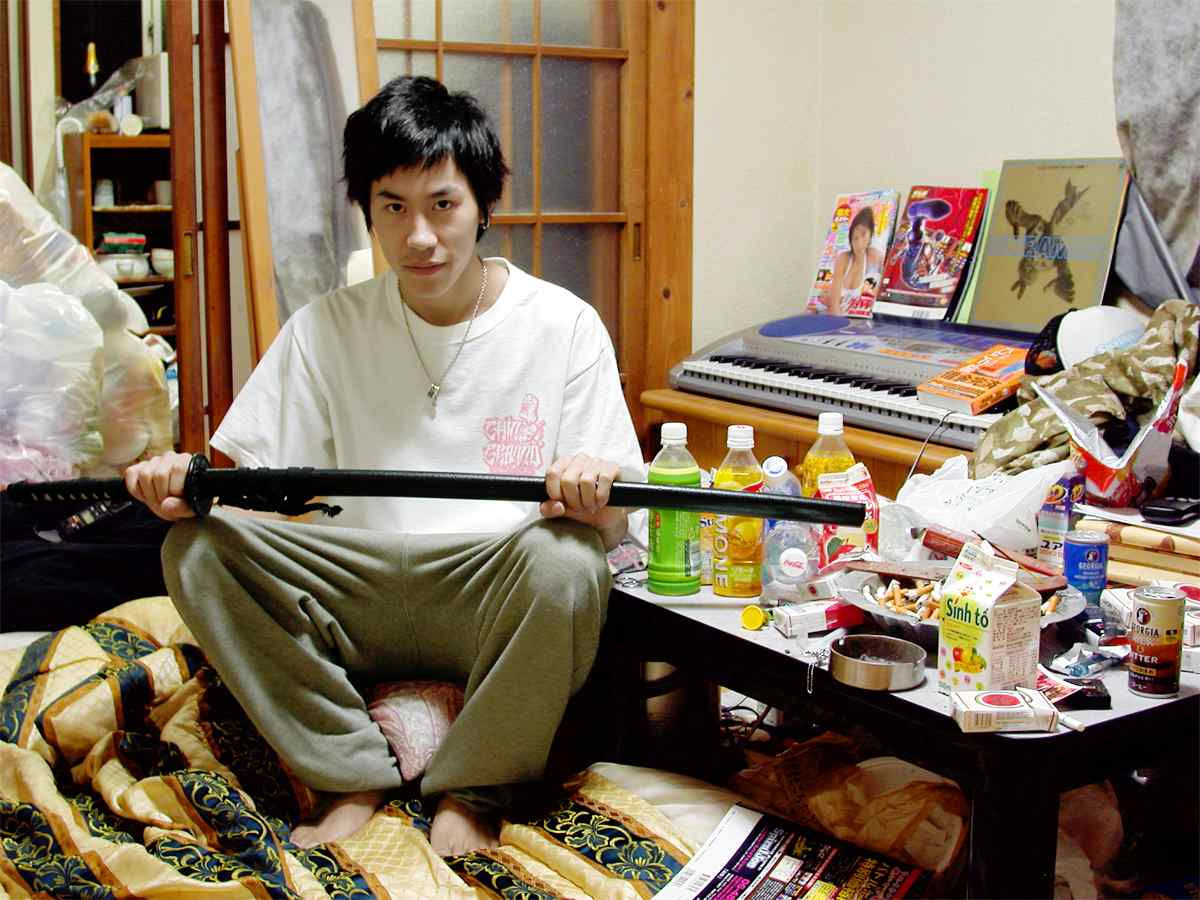
Классический пример хикикомори в Японии, 2004 год

«Хикикомори» распространены не только в Японии, но и во многих других странах мира, в том числе в странах Восточной Азии. Так, по оценкам, в Республике Корея от 350 000 до 500 000 человек ведут подобный образ жизни. В КНР наиболее близким к «хикикомори» понятием является «тан пин» (букв. «лежать плашмя»).

## Понятие
В 1998 году вышла книга психиатра Тамаки Сайто «Социальное затворничество: бесконечная юность». Сайто взял понятие «социальное затворничество» (англ. social withdrawal, яп. сякайтэки хикикомори) из стандартной классификации психических расстройств Американской психиатрической ассоциации, в которой социальное затворничество рассматривалось исключительно как симптом некоторых психических расстройств. При этом Сайто стал рассматривать «социальное затворничество» как отдельное явление.

## Определение
Явление хикикомори можно рассматривать как добровольную социальную изоляцию от общества и всех видов общения, стремление свести к минимуму любые контакты с людьми, в том числе с друзьями и родственниками, проводя большую часть своего времени дома.
Министерство здравоохранения Японии определяет хикикомори как лиц, отказывающихся покидать родительский дом, изолирующих себя от общества и семьи в отдельной комнате более шести месяцев и не имеющих какой-либо работы или заработка. Хотя течение явления зависит от индивидуальных особенностей, некоторые хикикомори пребывают в изоляции несколько лет подряд, а в редких случаях — десятки лет.
Термин NEET, который расшифровывается как «Not in Employment, Education or Training», часто используется как синоним хикикомори, хотя некоторые исследователи утверждают, что такое смешение неверно. Эта аббревиатура, как и термин «хикикомори», сейчас чаще всего употребляется в восточноазиатских странах — Японии, Китае, Южной Корее. По некоторым исследованиям, в 2002 году в Японии насчитывалось от 650 до 850 тыс. человек, попадающих под это определение. Подобные люди существуют и в США (где их называют англ. basement dwellers), и в Европе — в частности, само понятие «NEET» возникло в Великобритании.
Японская группа экспертов определила хикикомори как лиц, соответствующих следующим критериям:
1. Проводят бо́льшую часть времени дома;
2. Отсутствие интереса к учёбе, работе;
3. Продолжительность состояния не менее 6 месяцев;
4. Исключая лиц, поведение которых объясняют другие расстройства;
5. Исключая лиц, которые поддерживают социальные отношения (например — дружбу).

В исследовании, посвящённом включению хикикомори в DSM-5, использовались следующие уточнённые критерии:
1. Проводят бо́льшую часть дня и почти каждый день дома в уединении;
2. Значительное и постоянное избегание социальных ситуаций и социальных взаимодействий;
3. Симптомы избегания социума вызывают значительные функциональные нарушения;
4. Продолжительность минимум 6 месяцев;
5. Нет очевидной физической или психологической этиологии, объясняющей избегание социума.

### Типичные черты
Многие люди испытывают стресс, взаимодействуя с окружающим миром, однако только у хикикомори это приводит к таким патологическим явлениям, как полная длительная самоизоляция. В некоторых случаях они годами могут не покидать своей квартиры или даже своей комнаты.
Несмотря на то, что хикикомори предпочитают не покидать помещений, некоторые по случаю выбираются наружу.

## Численность и состав хикикомори Японии
По данным отчёта правительства Японии от 2010 года, в стране насчитывалось 700 000 человек, ведущих образ жизни хикикомори, чей средний возраст составлял 31 год. Хотя существуют и другие оценки численности населения хикикомори. В этой группе можно выделить возрастных затворников (им более 40 лет), их принято называть первым поколением. К текущему моменту они имеют стаж изоляции более 20 лет. Существуют определённые трудности с тем, как они будут интегрироваться в общество, когда их родители начнут умирать, а самим хикикомори будет по 60 лет и они будут иметь стаж изоляции по 40 лет. Проблема получила название «Вызов 2030 года». Вдобавок к этому, правительство Японии предполагает, что ещё 1,55 миллиона человек находятся на грани превращения в хикикомори.
В течение 2010-х годов число хикикомори в Японии возросло. По данным правительства Японии, на 2019 год в Японии было 1,15 миллиона хикикомори в возрасте от 15 до 64 лет (около 1 % населения страны). В 2020 году сообщалось, что больше половины всех хикикомори были старше 40 лет.
Психолог Тамаки Сайто, который и придумал сам термин, вначале предполагал, что число хикикомори в Японии составляет чуть более миллиона или около 1 % от численности населения страны. Однако ввиду очевидных проблем с подсчётом установить точное число хикикомори чрезвычайно трудно.

## Психические расстройства
Самоизоляция, демонстрируемая хикикомори, является частым симптомом у людей, страдающих от депрессии, обсессивно-компульсивных расстройств или расстройств аутистического спектра. Это навело некоторых исследователей на мысль, что, возможно, у хикикомори имеются некоторые психические расстройства, нарушающие их социальную интеграцию, однако клиническая картина смазана из-за существенных культурных различий между Западом и Востоком. Психиатры Мами Сува и Коити Хара (2007) в своём исследовании пишут, что из 27 изученных случаев в 17 наблюдались психические расстройства и только 10 не имели явных отклонений.
Часть хикикомори имеют расстройство аутистического спектра, включая высокофункциональный аутизм и синдром Аспергера без умственной отсталости. Синдром Аспергера при этом бывает не диагностированным в детстве, люди с этим синдромом хоть и имели проблемы с межличностными контактами, тем не менее успешно заканчивали школу. Когда дело доходило до того, чтобы начать карьеру или устроиться на новую работу, они становились хикикомори. Психиатр Наодзи Кондо сообщает, что 22 из 78 (28,2 %) обследованных хикикомори имели расстройства аутистического спектра («первазивное расстройство развития» — F84). 6 из 27 (22,2 %) по исследованию Мами Сувы и Кунифуми Судзуки.
По мнению Майкла Циленцигера, автора книги «Shutting out the Sun: как Япония создала своё собственное потерянное поколение», описываемый синдром больше похож на посттравматическое стрессовое расстройство. Автор утверждает, что хикикомори, проинтервьюированные для книги, обнаружили столь независимое мышление и самоощущение, что консервативное японское общество не может их интегрировать.
Синдром хикикомори также, по-видимому, тесно связан с тревожным (избегающим) расстройством личности, а также с социофобией или её культуральным японским вариантом — тайдзин кёфусё. Шизоидное расстройство личности также часто встречается у хикикомори. Психоаналитик Такаюки Кинугаса в своём исследовании писал, что большинство обследованных хикикомори в подростковом и юношеском возрасте имели шизоидное, нарциссическое или тревожное расстройство личности.

## Хикикомори за пределами Японии
Хотя термин и описывает явление, существующее в Японии, люди с похожими симптомами встречаются и в других странах.

## Влияние культуры и социума на хикикомори
Основные факторы, усугубляющие проблему хикикомори в Японии, таковы:
1. Развитая экономика страны даёт возможность японским семьям из среднего класса и выше содержать своих детей фактически бесконечно. В семьях с достатком ниже среднего хикикомори — явление редкое[34].
2. Неспособность японских родителей распознать проблему и остановить сползание чада в изоляцию; родительская мягкость или эмоциональная взаимозависимость сына и матери, известная в Японии как «амаэ» (яп. 甘え)[35].
3. Десятилетие отсутствия явного экономического роста и шаткий рынок труда заставили многих усомниться в том, что усилия, затраченные на карьеру, окупятся[36][37]. Многие молодые японцы предполагают, что система, обеспечивавшая пожизненную занятость и карьерный рост их отцов и дедов, более не работает[38], и для некоторых отсутствие чётких жизненных и карьерных ориентиров делает их уязвимыми, приводя к самоизоляции и превращению в хикикомори.

## Финансы хикикомори
Хикикомори живут в основном за счёт родителей или получают пособие по безработице от правительства. Они редко где-либо работают, так как это обычно требует хотя бы минимальной социализации. Иногда хикикомори получают государственное пособие по инвалидности (по состоянию на 2020 год — 65 тысяч иен в месяц). Семьи хикикомори постепенно утрачивают контакт с обществом. Кроме того, получение этого пособия рассматривается большинством родителей хикикомори как признание полной беспомощности.
Чрезвычайно редко некоторым хикикомори удаётся преуспеть, примером чего может служить случай Такаси Котэгавы. Он начал торговать на бирже JASDAQ Securities Exchange в 2000 году, с капиталом всего 14 000 долларов США, и за семь лет сумел увеличить его более чем в 10 000 раз — до 152 млн. Его имя впервые стало известно широкой общественности в связи со скандалом 2005 года, когда из-за ошибки одного из сотрудников инвестиционного банка «Mizuho Securities» ряд трейдеров, и в том числе Такаси Котэгава, смогли заработать баснословные деньги в одно мгновение — Котэгава тогда получил 20 млн долларов за 10 минут.

### «Проблема 8050»
По состоянию на 2020 год в Японии существовала «проблема 8050» — содержание 80-летними родителями 50-летнего хикикомори. Родители относятся к детям-хикикомори по-разному: учат готовить пищу, взаимодействовать с государственными учреждениями. Но бывают также иные случаи. Например, в 2016 году в префектуре Ниигата 70-летняя мать убила 50-летнего сына-хикикомори.

## Политика японских властей в отношении хикикомори
Японские власти стремятся сократить число хикикомори. По состоянию на 2020 год во всех японских префектурах действовали государственные центры поддержки хикикомори, где подбирают организации, оказывающие хикикомори помощь: консультации психолога, содействие в поиске работы и другую. Многие хикикомори не обращаются в эти центры.
В японском обществе (по состоянию на 2020 год) хикикомори рассматривались как тунеядцы, живущие за счёт родителей, и редко вызывали сочувствие. Наличие в семье хикикомори (по состоянию на 2020 год) считалось позором, вследствие чего родители хикикомори предпочитали не обращаться к психологам.

## В массовой культуре
28 января 2002 года начал публиковаться роман Тацухико Такимото под названием «NHK ni Youkoso!», история которого рассказывает о жизни двадцатилетнего Сато Тацухиро. Герой ведёт закрытую жизнь хикикомори, практически не покидая свою квартиру, но однажды встречает загадочную девушку по имени Мисаки, которая пытается помочь Сато в борьбе с его проблемой. Тацухико позиционирует свой роман как «биографический», а себя самого — как хикикомори.
По словам писателя Майкла Зилензигера, картина японского режиссёра Хаяо Миядзаки «Унесённые призраками», выпущенная в 2001 году, в некоторых сценах изображает явление хикикомори, однако это выражено неявно.
Другими важными произведениями, в которых присутствуют герои-хикикомори, являются аниме Ano Hi Mita Hana no Namae o Bokutachi wa Mada Shiranai., в котором главный герой — Дзинта Ядоми — становится хикикомори из-за перенесённой в детстве травмы, а также Kamisama no Memo-chou, где главная героиня по имени Алиса является хикикомори и NEET, которая проводит всё своё время в квартире и использует интернет, чтобы оставаться на связи с внешним миром. В аниме и манге иногда можно встретить образы хикикомори, из-за чего это явление можно назвать в какой-то степени стереотипом японских комиксов и анимации.
В южно-корейском фильме «Робинзон на Луне» (2009 год) режиссёра Ли Хэ-джун главная героиня изображена типичной хикикомори — живёт в заваленной вещами комнате, пищу получает от матери, с которой не общается ни визуально, ни словесно, питается консервированной едой, проводит большую часть времени в интернете, фотографирует ночами Луну и спит в шкафу на пузырчатой плёнке вместо матраса.
В фильме-трилогии «Токио!» (2008 год) в части под названием «Токиотрясение» рассказывается история о молодом человеке, который живёт один в квартире, полной книг, туалетной бумаги, бутылок с водой и пустых упаковок от еды. В квартире есть комната, где когда-то жил его отец. Деньги приносят в конверте, в первые годы который приходил с письмом. Все необходимое для жизни ему привозят курьеры, которым он никогда за 10 лет не смотрел в глаза.
Omori — компьютерная ролевая игра, разработанная инди-студией Omocat. По сюжету игрок управляет мальчиком-хикикомори по имени Санни и его альтер эго из мира снов — Омори. К концу игры главный герой либо преодолевает свои страхи, либо окончательно проигрывает им.
В научно-фантастическом романе сценариста Эрнеста Клайна «Первому игроку приготовиться» один из второстепенных героев, который живёт в Японии, становится хикикомори, чтобы полностью посвятить себя охоте за пасхальным яйцом, спрятанным в многопользовательской игре «Оазис» её создателем.